# جو دان
جو دان (بالإنجليزية: Joe Dunn)‏ (1925 بغلاسكو في المملكة المتحدة - 2005) هو مدرب كرة قدم ولاعب كرة قدم بريطاني (وحمل سابقاً جنسية المملكة المتحدة لبريطانيا العظمى وأيرلندا) في مركز قلب الدفاع. لعب مع بريستون نورث إيند ونادي كلايد ونادي موركامب.

## وصلات خارجية
- جو دان على موقع قاعدة بيانات كرة القدم.إي يو (الإنجليزية)